# Donji Daruvar
Donji Daruvar is een plaats in de gemeente Daruvar in de Kroatische provincie Bjelovar-Bilogora. De plaats telt 840 inwoners (2001).